# Karl Rahner
Karl Rahner (Friburgo in Brisgovia, 5 marzo 1904 – Innsbruck, 30 marzo 1984) è stato un gesuita e teologo tedesco, cattolico, fra i protagonisti del rinnovamento della Chiesa che portò al Concilio Vaticano II.

## Biografia
Karl Rahner crebbe in una famiglia cattolica medio-borghese; suo padre insegnava presso un istituto magistrale. In gioventù frequentò il movimento cattolico del Quickborn dove conobbe Romano Guardini. Dopo aver conseguito la licenza liceale, entrò nell'ordine dei gesuiti nel 1922 (già suo fratello maggiore Hugo vi era entrato nel 1919; altri due fratelli diventarono medici).
Studiò in seguito filosofia e teologia a Feldkirch, Pullach, Valkenburg, Friburgo in Brisgovia e Innsbruck. Decisiva si rivelò, per la formazione di Rahner, la partecipazione ai seminari di Martin Heidegger negli anni 1934 – 1936. Con quest'ultimo filosofo si laureò con una tesi su sanTommaso d'Aquino.
Nel 1939 Rahner ottenne la prima docenza a Vienna. Negli ultimi anni della Seconda guerra mondiale svolse anche l'attività pastorale nella Bassa Baviera. Dopo il conflitto proseguì l'attività di docente, dapprima quale insegnante di dogmatica alla scuola superiore dell'ordine a Pullach. Dal 1948 fu docente e dall'anno successivo professore ordinario di dogmatica presso l'Università di Innsbruck.
Nel 1963 papa Giovanni XXIII lo chiamò fra i teologi del Concilio Vaticano II, dove fu perito del cardinale Franz König. Alla preparazione del concilio egli aveva già peraltro contribuito. Centrale fu il suo contributo con Joseph Ratzinger alla Lumen gentium e alla Dei verbum. Significativi furono i suoi contributi alla dottrina della rivelazione e alla reintroduzione del diaconato permanente.
Nel 1964 Rahner successe a Romano Guardini nella cattedra presso l'Università Ludwig Maximilian di Monaco. Le sue lezioni presso questa università sul tema “introduzione al cristianesimo” fungeranno da base per la sua opera fondamentale apparsa nel 1975 con il titolo Grundkurs des Glaubens.
Nel 1965, fondò (con Antonie van den Boogaard, Paul Brand, Yves Congar, Hans Küng, Johann Baptist Metz ed Edward Schillebeeckx) la rivista Concilium, uno dei più importanti forum della teologia cattolica contemporanea.
In questi anni si accese anche il suo impegno, sotto forma di saggi ed articoli, in favore del pacifismo, del disarmo nucleare, dell'aiuto ai paesi del Terzo mondo e della lotta contro lo sfruttamento dei popoli oppressi (con particolare attenzione ai movimenti della teologia della liberazione).
Dal 1967 al pensionamento, nel 1971, fu professore ordinario di dogmatica e storia del dogma presso la Westfälische Wilhelms-Universität di Münster.
Nel 1971 fu nominato dalla Hochschule für Philosophie München professore onorario per le questioni filosofiche e teologiche "di frontiera".
Nel 1969 il papa Paolo VI, lo nomina membro della Commissione Teologica Internazionale, incarico che svolse fino al 1972.
Nel 1981 si trasferì a Innsbruck, dove improvvisamente morì nel marzo 1984 e dove è sepolto nella cripta della Chiesa dei Gesuiti.

## Il ruolo nel Concilio Vaticano II
Chiamato, per iniziativa di papa Giovanni XXIII, come «perito», cioè teologo consultore, del Concilio Vaticano II, Rahner entrò nella Commissione teologica preparatoria, dopo un vano tentativo iniziale da parte di Sebastian Tromp (che ne era il segretario) sul cardinale Alfredo Ottaviani.
Così egli divenne un personaggio chiave del Concilio, promuovendo la nuova visione di una «Chiesa mondiale», non più «chiusa in trincea» e continuamente sulla difensiva, bensì attivamente e positivamente aperta al dialogo con le altre confessioni cristiane e con le grandi religioni del mondo; Rahner contribuì anche a traghettare la teologia cattolica verso la fine della neoscolastica, con la valorizzazione del laicato nella Chiesa e con la concessione, ai vescovi di tutto il mondo, di una maggiore libertà d'iniziativa all'interno della Chiesa stessa.
Insieme a Joseph Ratzinger redasse gli schemi preparatori relativi alle fonti della Rivelazione.

## Il pensiero

### La «svolta antropologica» in teologia
Rahner diede il contributo più vigoroso, in ambito cattolico, alla «svolta antropologica» in teologia, cioè la conversione al soggetto dall'oggettivismo della teologia scolastica: per Rahner, come per Immanuel Kant, bisogna partire dall'esperienza trascendentale dell'uomo, in alleanza con la ragione, per costituire una teologia che sia autocomprensione dell'essere umano (definito «via della Chiesa») e superare così il divario, creatosi in epoca moderna, tra rivelazione ed esperienza umana.
La svolta antropologica non è universalmente accettata. Alcune riserve a questa teoria sono state espresse dal collega e amico Hans Urs von Balthasar, secondo il quale «la filosofia trascendentale logora il concetto del reale, dell'oggettivo» e quindi, nella svolta, vi sarebbe il pericolo di una «antropologizzazione» del cristianesimo.
La critica più forte viene dal neotomista conservatore Cornelio Fabro, secondo cui "è la ripresa più vistosa e fortunata dei ripetuti tentativi nel nostro secolo di riprendere la linea di Hermes, Günther, Frohschammer... respinta un secolo fa dall'episcopato tedesco e dai pontefici e definitivamente condannata dal Concilio Vaticano I". Inoltre, sempre secondo Fabro, "Rahner travisa e contorce la speculazione tomista, distruggendo la metafisica dell'Aquinate e mettendo in crisi il pensiero cattolico portandolo allo squallore di antropologia esistenziale"..

### La teoria del «cristianesimo anonimo»
Tra i frutti del pensiero rahneriano, riveste particolare importanza la teoria teologico-religiosa cosiddetta dei «cristiani anonimi». Attraverso di essa vengono superate le interpretazioni più restrittive della dottrina della salvezza ottenibile esclusivamente per mezzo della piena comunione con la Chiesa (Extra Ecclesiam nulla salus). D'altra parte, già il Concilio di Trento insegnava l'antica dottrina – risalente ai tempi di Sant'Ambrogio – del «battesimo di desiderio» secondo la quale chiunque, nel suo autentico indirizzo morale, sia orientato positivamente verso Dio è una persona «giustificata», anche se non ha ancora ricevuto il battesimo.
La base per la teologia di Rahner è che tutti gli esseri umani hanno una consapevolezza latente (“atematica") di Dio in tutte le esperienze. Poiché tale esperienza è “la condizione di possibilità" per conoscere e per la libertà come tale, Rahner prende in prestito l'espressione di Kant per descrivere questa esperienza come “trascendentale".
Rahner focalizza la propria riflessione sul carattere universale della salvezza, rivolta anche alle animae naturaliter christianae, volendole così definire. Il teologo, ben inteso, nega che la dottrina dei cristiani anonimi sia in contrasto con la pretesa del cristianesimo di essere la più alta espressione del rapporto di grazia fra l'uomo e Dio – o che tale dottrina faccia venir meno la necessità del battesimo e della fede cristiana.
Pur non manca, nell'approccio di Rahner, un riconoscimento di quanto anche gli appartenenti a fedi diverse dalla cristiana – così come i non aderenti ad alcuna fede – possano essere portatori di Verità. «Cristianesimo anonimo», spiega Rahner, significa questo: «chiunque segue la propria coscienza, sia che ritenga di dover essere cristiano oppure non-cristiano, sia che ritenga di dover essere ateo oppure credente, un tale individuo è accetto e accettato da Dio e può conseguire quella vita eterna che nella nostra fede cristiana noi confessiamo come fine di tutti gli uomini. In altre parole: la grazia e la giustificazione, l'unione e la comunione con Dio, la possibilità di raggiungere la vita eterna, tutto ciò incontra un ostacolo solo nella cattiva coscienza di un uomo.»
Ogni uomo, quindi, può essere, secondo Rahner, un cristiano anonimo, anche se non è formalmente un cristiano: Dio vuole la salvezza di tutti e, in ragione di questa universale volontà salvifica, offre a tutti – cristiani espliciti e non – la possibilità della salvezza.
In tal senso, Rahner affermò che la teologia è predicabile soltanto se si mantiene al "passo con i tempi", capace di confrontarsi e di assimilare l'intera autointerpretazione della verità acquisita dal genere umano in una determinata epoca.

### Il dialogo con il marxismo
Pur sostenendo l'inaccettabilità, per il cristiano, di quel comunismo che erige l'ateismo a religione di Stato, Rahner individua, nell'ambito della morale sociale, dei punti d'incontro tra etica cristiana e marxismo: «Che i poveri debbano essere trattati in maniera più decente; che non sia lecito opprimere i deboli; che in America Latina vi siano tremende ingiustizie sociali: su questi e simili dati, cristiani e marxisti possono benissimo trovarsi d'accordo. Là dove la povera gente viene sfruttata, il marxista e il cristiano devono lottare insieme per l'eliminazione di un simile sfruttamento.»

### Il Dio dell'Antico Testamento
Rahner identificò il Dio dell'Antico Testamento con Dio Padre, contraddicendo una tradizione teologica consolidata anche all'interno della patrologia greca.

### La creazione
La creazione non è intesa come un evento metafisico, ma come un processo continuo e permanente. L'espressione "dal nulla" è intesa metaforicamente come la dipendenza Radicale della creatura dal creatore.

### Opere principali
La bibliografia di Karl Rahner è sterminata, una delle più ampie del cristianesimo moderno e contemporaneo: circa 4000 pubblicazioni sono uscite dalla sua penna. Qui si può accennare solo alle più importanti.
- "Tu sei il silenzio" (1938)
- "Spirito nel mondo" (1939)
- "Ascesi e mistica nei Padri della Chiesa" (1939)
- "Uditori della Parola" (1941)
- "L'ora santa e la meditazione della Passione" (1949)
- "Necessità e benedizione della preghiera" (1949)
- "Pericoli nel cattolicesimo d'oggi" (1950)
- "Le molte messe e l'unico sacrificio" (1951)
- "De Penitentia" (1952)
- "Visioni e profezie" (1952)
- "La libertà di parola nella Chiesa" (1953)
- "Piccolo anno liturgico" (1954)
- "Saggi teologici", 16 voll. (1954-1984). È l'Opus Magnum di Rahner, contenente i più importanti saggi teologici composti tra il 1932 ed il 1984. Molti contributi che andarono a formare volumi in collaborazione sono qui contenuti. I volumi espressamente dedicati alla teologia spirituale ed alla spiritualità sono il terzo (1956), il settimo (1966), il dodicesimo (1975); l'undicesimo (1973) è esclusivamente composto da saggi di teologia e storia del dogma della penitenza.
- "Maria, madre del Signore" (1956)
- "Sulla ispirazione delle Scritture" (1958)
- "L'elemento dinamico nella Chiesa" (1958)
- "Sulla teologia della morte" (1958)
- "Missione e Grazia: Contributi alla teologia Pastorale" (1959)
- "Eucaristia" (1959)
- "La fede in mezzo al mondo" (1961)
- "Chiesa e sacramenti" (1961)
- "Piccolo dizionario teologico" (1961)
- "Episcopato e primato" (1961, con J. Ratzinger)
- "Il problema dell'ominizzazione" (1961, con P. Overhage)
- "Diaconia in Cristo" (1962, con H. Vorgrimler)
- "Presenza del Cristianesimo" (1963)
- "Cose d'ogni giorno" (1964)
- "Manuale di teologia pastorale" (1964-69, più un quinto volume di Dizionario di Pastorale, 1972; con F. X. Arnold, V. Schurr, F. Klostermann). Il più importante manuale di pastorale della sua generazione, considerato ancor oggi il primo a fondare adeguatamente a livello teologico la pastorale cattolica.
- "Osservazioni sul libro degli Esercizi di S. Ignazio" (1965)
- "Rivelazione e Tradizione" (1965, con J. Ratzinger)
- "Prediche bibliche" (1965)
- "La gerarchia nella Chiesa" (1965, con A. Grillmeier e H. Vorgrimler)
- "Sul dialogo in una società pluralistica" (1965)
- "La fede che ama la terra: coscienza cristiana nella quotidianità del mondo" (1966)
- "Piccolo compendio del Concilio" (1966)
- "La Trinità" (1967)
- "Magistero e teologia dopo il Concilio" (1967)
- "Servi di Cristo: meditazioni sul sacerdozio" (1967)
- "L'unico Mediatore e la molteplicità delle mediazioni" (1967)
- "Grazia come libertà: piccoli contributi teologici" (1968)
- "La riforma degli studi teologici" (1969)
- "Parole critiche: problemi attuali nella Chiesa e nel mondo" (1970)
- "Libertà e manipolazione nella società e nella Chiesa" (1970)
- "Pratica di vita sacerdotale" (1970)
- "Teologia del futuro" (1971)
- "Prospettive della fede: frammenti di una moderna spiritualità" (1971)
- "Cos'è un Sacramento?" (1971), con E. Jungel
- "Morale oggettiva e soggettiva" (1971)
- "Cristologia dal punto di vista sistematico ed esegetico" (1972)
- "Trasformazione strutturale della Chiesa come compito e come chance" (1972)
- "Esperimento uomo: sulla relazione tra Dio e uomo" (1973)
- "Ritiri spirituali: Il rischio del cristiano" (1974)
- "Contributi di Cristologia" (1974)
- "Il libro dei sacramenti" (1974)
- Dio si è fatto uomo (1975)
- "Corso fondamentale sulla fede" (1976). Considerato, sebbene in maniera alquanto imprecisa, la summa sistematica della teologia rahneriana.
- "Il morire cristiano" (1976)
- "Fede come coraggio" (1976)
- "Esperienza dello Spirito" (1977)
- "Invito alla preghiera" (1977) con J.B. Metz
- "Ignazio di Loyola" (1978) con P. Imhof e Biallows
- "Problemi di fede della nuova generazione" (1979)
- "Il dono del Natale" (1980)
- "Chi è tuo fratello?" (1981)
- "Cosa significa amare Gesù?" (1982)
- "Per un nuovo amore a Maria" (1984)
- "Ricordi. A colloquio con Meinhold Kraus" (1984)
- La fatica di credere (1984)